# JP Doyle
JP Doyle (ur. 3 sierpnia 1979 w Dublinie) – angielski międzynarodowy sędzia rugby union pochodzący z Irlandii. Sędziował w angielskich rozgrywkach ligowych i pucharowych, europejskich pucharach, a także w meczach reprezentacyjnych.
Uczęszczał do Terenure College w dublińskim Terenure, a następnie do St Mary's University College w londyńskim Twickenham, zostając nauczycielem. Grał wówczas na pozycji łącznika ataku, sędziowaniem zajął się po poważnej kontuzji pleców. Karierę arbitra zaczął w 2002 roku w Association of Referees Leinster Branch, gdzie jego ojciec Terry był sędzią i działaczem, następnie związał się z London Society of Rugby Football Union Referees. Piął się w górę amatorskiej hierarchii, pierwszy szkoleniowy zawodowy kontrakt otrzymując w 2008 roku, zaś pełny dwa lata później.
Na poziomie klubowym sędziował finały rozgrywek pucharowych – EDF Trophy 2008 i Anglo-Welsh Cup w 2012 roku – oraz English Premiership w roku 2014. Od roku 2008 sędziował także spotkania w europejskich pucharach. W 2007 roku poprowadził decydujący o tytule mecz mistrzostw kraju w kategorii U-18.
Doświadczenie na arenie międzynarodowej zbierał w rozgrywkach juniorskich, jak Puchar Sześciu Narodów U-20 czy mistrzostwa świata w 2010, 2011 i 2012 oraz w turniejach drugich reprezentacji – Pucharze Sześciu Narodów A i IRB Nations Cup 2009. Został także wytypowany do sędziowania IRB Sevens World Series w sezonie 2009/2010 z finałami w George i Londynie oraz finału turnieju rugby 7 na Igrzyskach Wspólnoty Narodów 2010. Prowadził następnie seniorskie spotkania w Pucharze Narodów Europy 2008–2010 i 2010–2012 oraz w Pucharze Narodów Pacyfiku edycji 2013 i 2015, a jego pierwszym spotkaniem z udziałem jednej z najlepszych drużyn świata był pojedynek Szkocji z Japonią w listopadzie 2013 roku. W panelu na Puchar Sześciu Narodów znajdował się od edycji 2014, w kolejnych latach będąc sędzią głównym. Arbitrem liniowym był także w The Rugby Championship.